# Otterlo
Otterlo – wieś w Holandii, w prowincji Geldria, w gminie Ede. Jest położona na skraju parku narodowego De Hoge Veluwe. Na terenie parku znajduje się Kröller-Müller Museum, noszące imię Helene Kröller-Müller, znane m.in. ze znaczącej kolekcji obrazów Vincenta van Gogha. W samym Otterlo znajduje się Nederlands Tegelmuseum i kościół Hervormde Gemeente Kerk.

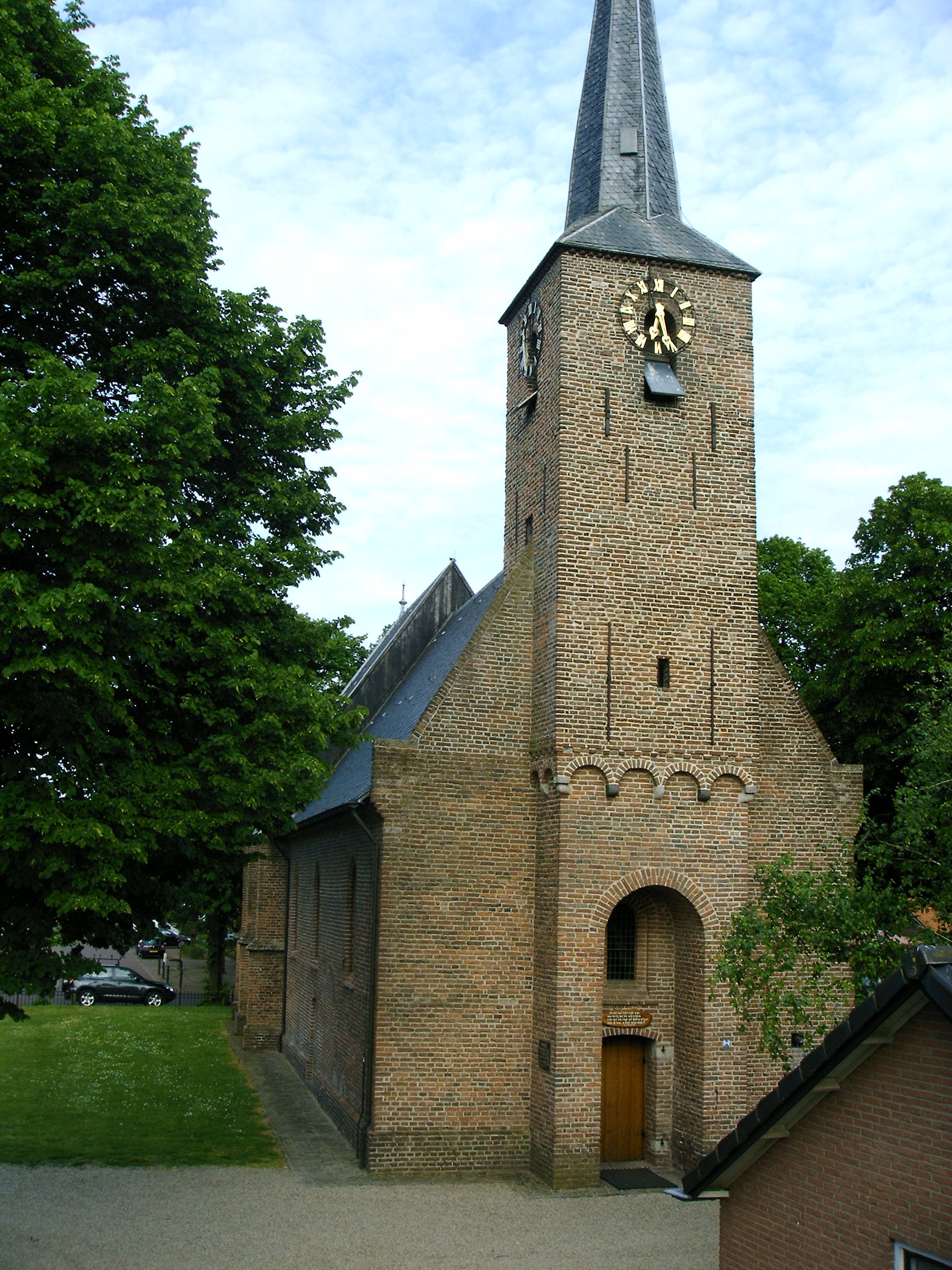
Kościół Hervormde Gemeente
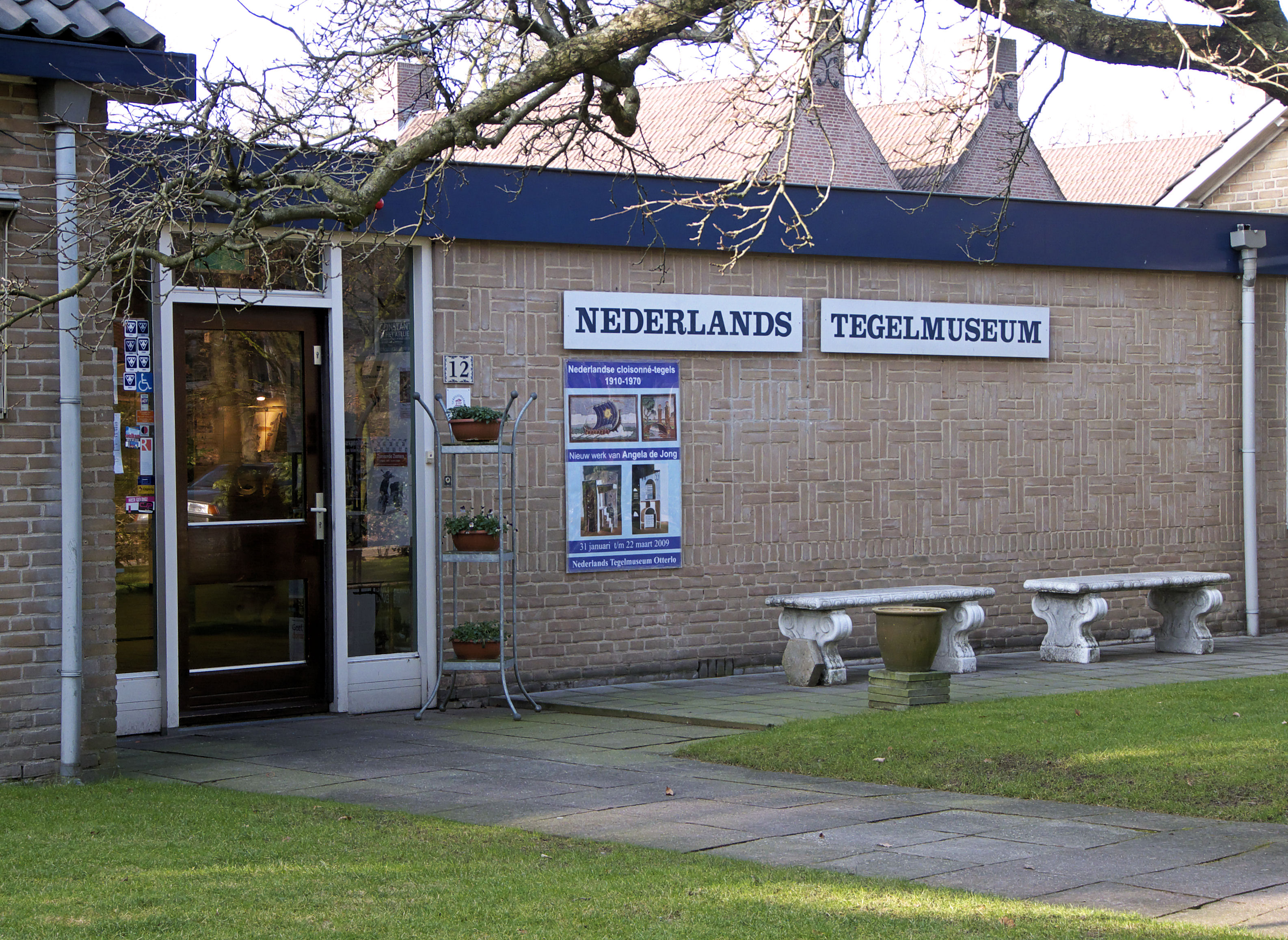
Wejście do Tegelmuseum
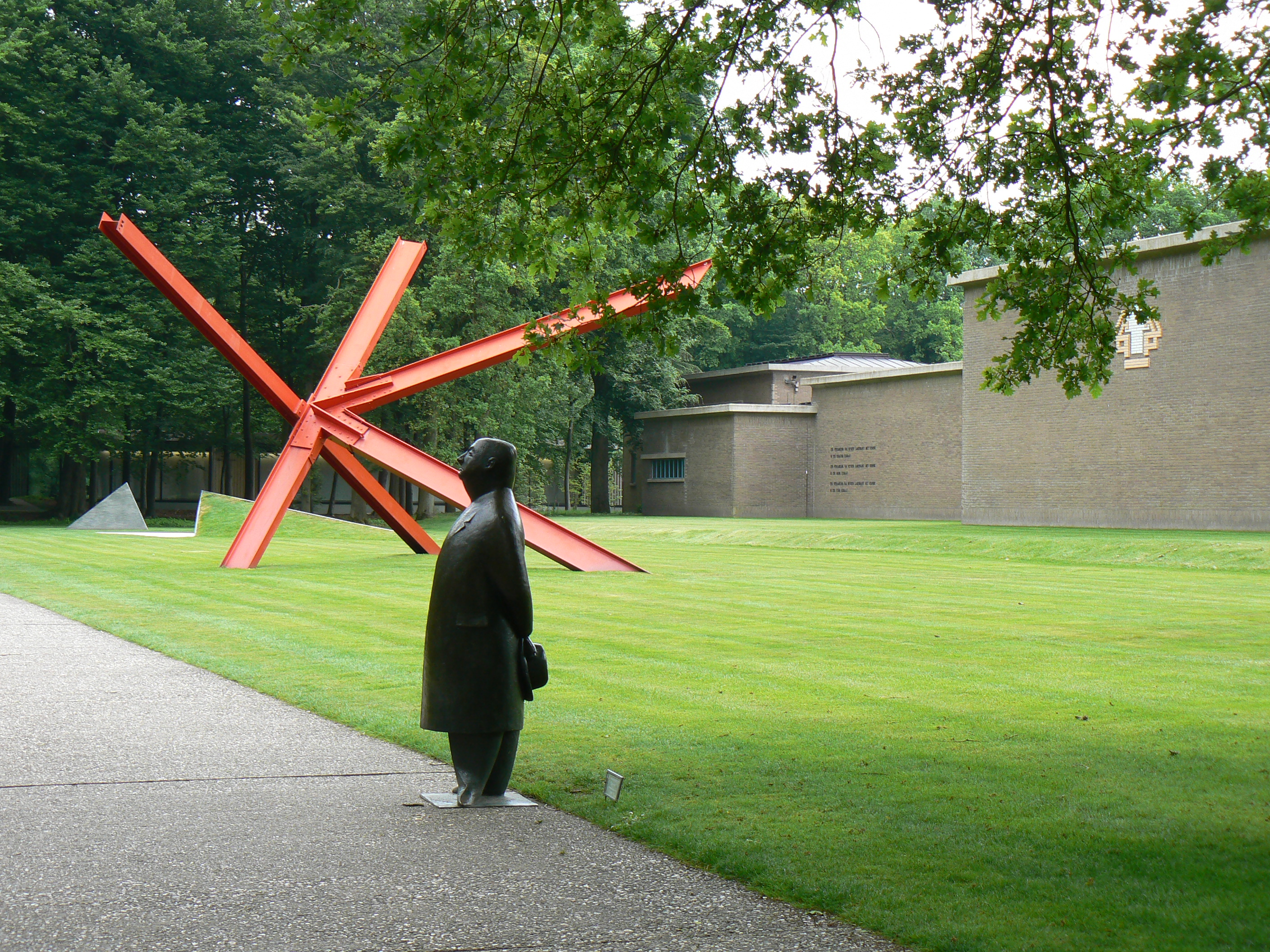
Wejście do Kröller-Müller Museum
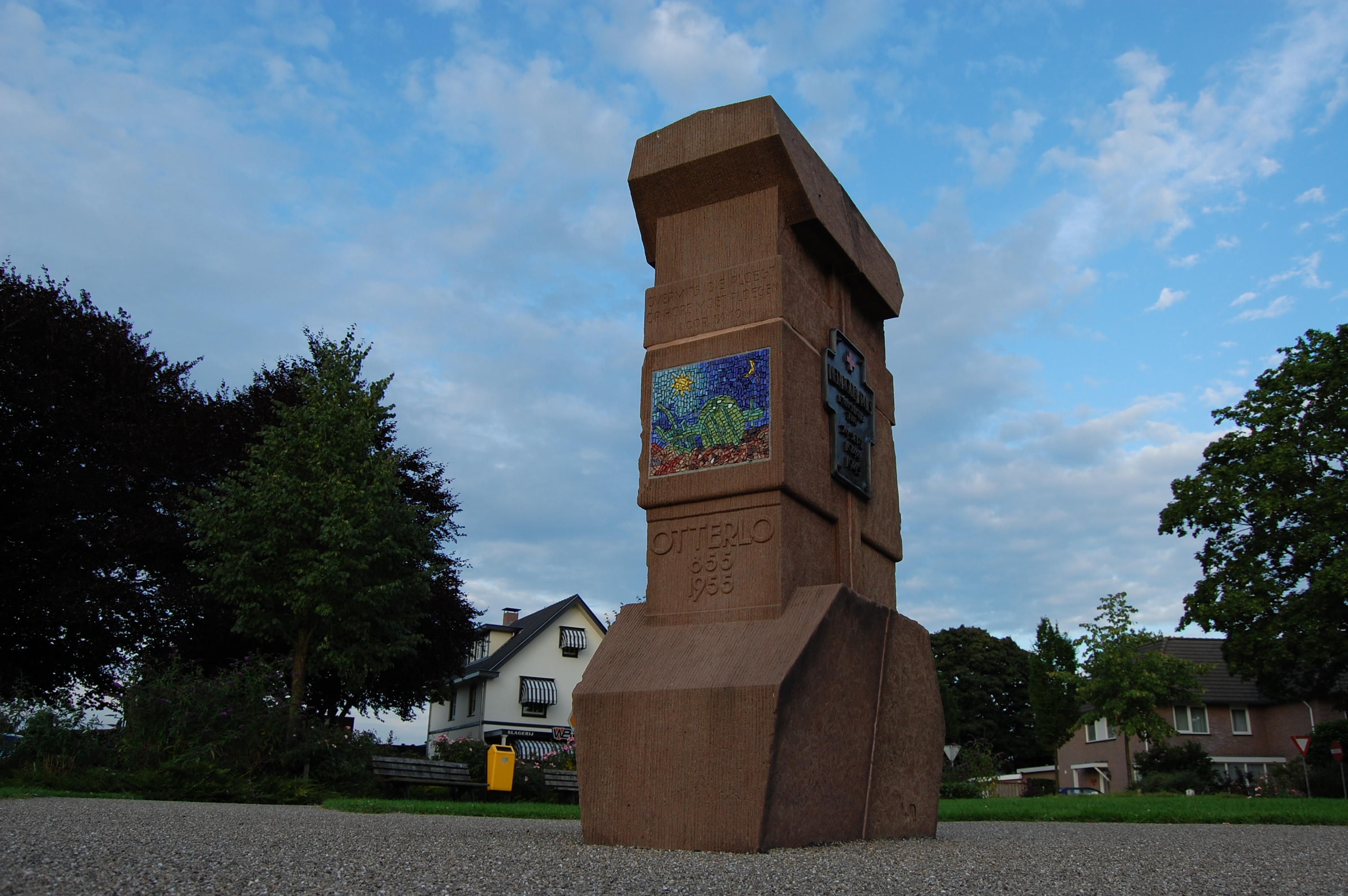
Pomnik Czerwonego Krzyża